# Eure
Eure ( fransk udtale ?) er et fransk departement i regionen Normandie. Hovedbyen er Évreux, og departementet har 541.054 indbyggere (1999).
Der er 3 arrondissementer, 23 cantoner og 602 kommuner i Eure.

## Ekstern henvisninger
- Wikimedia Commons har flere filer relateret til Eure

49°05′N 1°00′Ø / 49.08°N 1°Ø